# Neoplocaederus atlanticus
Neoplocaederus atlanticus (лат.) — вид жуков-усачей из подсемейства собственно усачей. Распространён в Марокко, Омане, Йемене и Саудовской Аравии. Кормовыми растениями личинок являются ладанное дерево и мекский бальзам.